# Аугуст Рей
Август Рей (ест. August Rei; 22 березня 1886, волость Кабала — 29 березня 1963, Стокгольм) — естонський державний діяч, дипломат, Державний старійшина Естонської Республіки (глава держави і уряду) в 1928—1929 роках.

## Життєпис
Навчався в Олександрівській гімназії в Юр'єві (Тарту), випускник гімназії в Новгороді. Закінчив юридичний факультет Петербурзького університету (1911), почесний доктор права Тартуського університету (1932).
Учасник революції 1905 в Росії, був причетний до організації повстання на крейсері «Пам'ять Азова» в 1906 році. У 1912—1913 роках перебував на військовій службі, в 1913—1914 роках працював юристом у Вільянді. У 1914—1917 роках служив артилерійським офіцером у російській армії. У 1917 році брав участь у формуванні естонських національних військових частин.
У 1917 р. був одним із засновників Естонської соціал-демократичної робітничої партії, керував її правим крилом, у 1917 та 1919 роках був головним редактором газети Sotsiaaldemokraat.

## Державний і громадський діяч
У 1918—1919 роках — міністр праці та піклування Тимчасового уряду Естонії, заступник прем'єр-міністра, тимчасовий виконувач обов'язків міністра освіти. У 1919—1920 роках — голова Установчих зборів Естонії. Депутат Рійгікогу (парламенту) першого — п'ятого скликань.
З 4 грудня 1928 по 9 липня 1929 року — державний старійшина Естонії (глава держави та уряду).
У 1930—1934 роках — голова Талліннського міської ради. У 1932—1933 роках — міністр закордонних справ. До 1936 року займався адвокатською практикою, був захисником Адо Бірка на судовому процесі в 1927 році. Нагороджений Хрестом Свободи третього розряду першого ступеня — за цивільні заслуги.
У 1934 році був кандидатом на посаду державного старійшини Естонії разом з Костянтином Пятсом, Йоханом Лайдонером і Андресом Ларкой, проте вибори не відбулися через державного перевороту, організованого Пятсом і Лайдонером, щоб не допустити обрання правого кандидата Ларки.
Був головою Естонської робочого музичної спілки та Талліннського робочого музичного товариства, засновником Талліннського народного дому, Талліннського робітничого театру і Талліннського робочого спортивного товариства.
У 1936—1937 роках — заступник міністра закордонних справ. У 1937—1938 роках — заступник голови Естонського товариства зовнішньої політики. У 1938—1940 роках — посол Естонії в СРСР. Влітку 1940 року зміг виїхати в Швецію, уникнувши тим самим арешту.

## Емігрант
З 18 по 20 вересня 1944 року — міністр закордонних справ в уряді Отто Тиифа, проіснував два дні в період між відступом німецьких військ з Таллінна і його заняттям радянськими військами. У сучасної естонської історіографії Уряд Отто Тифу розглядається як законний уряд Естонії.
У 1945—1963 роках був прем'єр-міністром уряду Естонії у вигнанні й виконуючим обов'язки президента республіки.
В еміграції очолював також Естонський національний фонд (1946—1949) і Естонська національна рада (1947—1963). Виступав у пресі як публіцист.
У серпні 2006 року останки Августа Рея і його дружини Терези були перепоховані в Талліні на кладовищі Метсакальмісту.